# Émetteur de Bionne
La Tour-Émetteur de Bionne, communément nommée Tour de Bionne, est un émetteur de radiodiffusion, téléphonie mobile et d'autres réseaux situé sur la commune de Montpellier dans le département de l'Hérault.

## Situation
Située à l'Ouest de la ville de Montpellier, dans le quartier des Cévennes, (sous-quartier : La Martelle),.
La Tour de Bionne est un établissement secondaire de la société de Télédiffusion de France (TDF).
Construite vers 1979, la Tour de Bionne est l'édifice le plus haut de Montpellier et du département de l'Hérault. La structure est implantée sur une colline culminant à 80 ou 81 mètres d'altitude (NGF), et le bâti de l'architecture de la tour hertzienne représente une hauteur de 100 mètres,. Ses caractéristiques lui imposent la présence d'un balisage de signalisation aérienne.
En 2009, avec l'installation des antennes de diffusion, l'édifice possède une hauteur comprise entre 114 et 118 mètres,. En 2020, de nouvelles installations d'antennes portent l'ouvrage a une hauteur comprise entre 119 et 119,5 mètres,,.
Durant le mois de juillet 2022, des feux de végétation sont stoppés à proximité de la construction.
En janvier 2023, une grue mobile de 350 tonnes dotée d'une flèche de 145 mètres enlève les grandes antennes analogiques pour les remplacer par des modèles numériques. Le changement effectué permet aux auditeurs de bénéficier d'une meilleure qualité sonore et d'une diffusion plus large dans la région pour les appareils compatibles. En effet, les fréquences des radios FM (87,5 à 108 méga Hertz) étant souvent saturées, la fonction de ces nouvelles antennes permet de basculer vers la norme mondiale Digital Audio Broadcasting (DAB+) en offrant la possibilité de rechercher une station directement par son nom,.

## Caractéristiques

### Radio
Pour la FM, la Tour de Bionne comprend la plupart des émetteurs des radios, couvrant la ville de Montpellier et son agglomération :

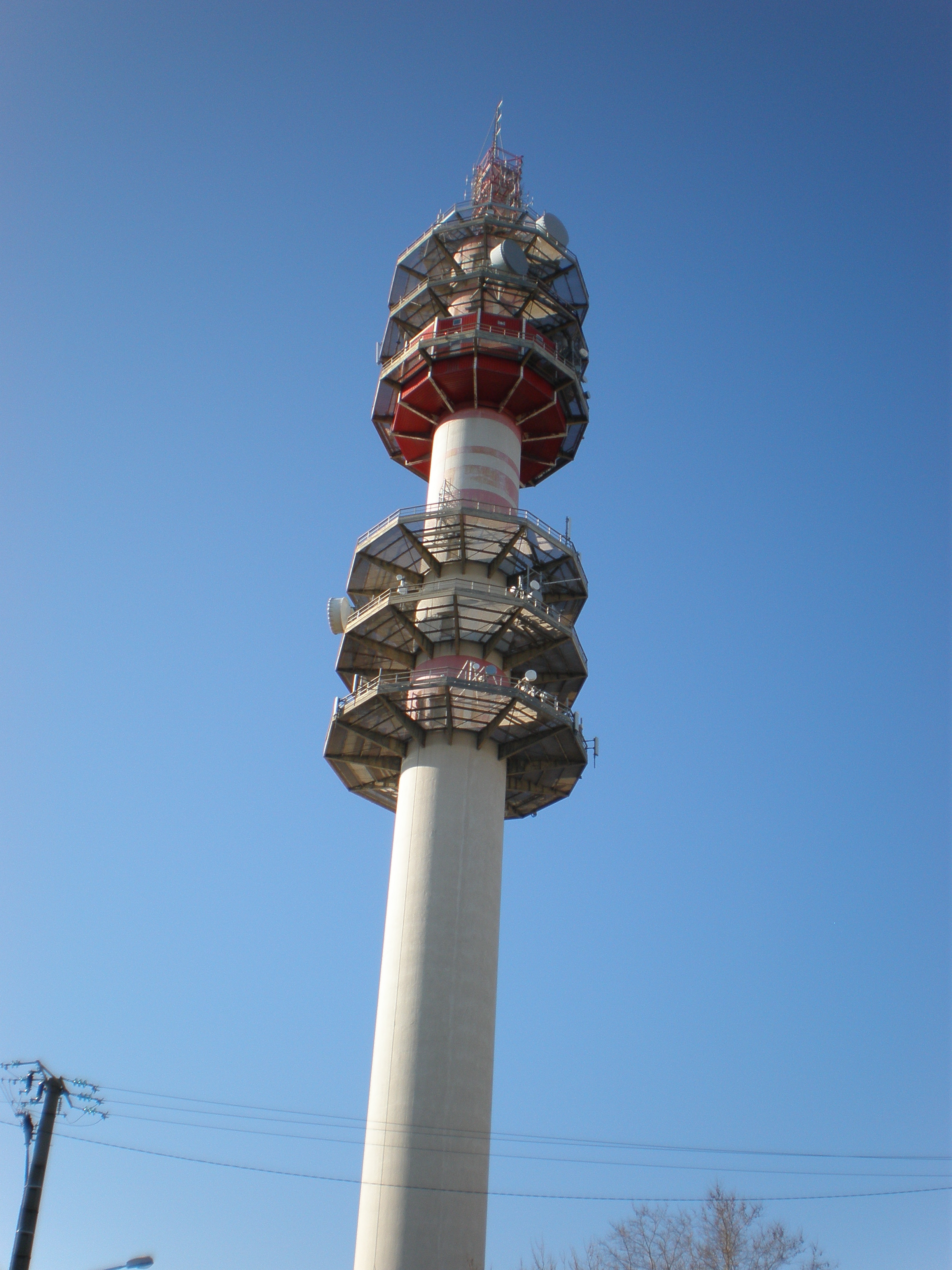
Vue de l'émetteur en 2009.

| Fréquence | Radio                    | Catégorie      | Puissance (en watts) |
| --------- | ------------------------ | -------------- | -------------------- |
| 89.1      | France Inter             | Radio publique | 1 000                |
| 91.0      | FM Plus                  | A              | 1 000                |
| 91.8      | Fun Radio Méditerranée   | C              | 3 000                |
| 94.5      | MFM Radio                | D              | 800                  |
| 95.4      | Radio Lenga d'Oc         | A              | 3 000                |
| 98.7      | France Musique           | Radio publique | 1 000                |
| 99.7      | FIP                      | Radio publique | 1 000                |
| 100.6     | France Bleu Hérault      | Radio publique | 300                  |
| 101.7     | RTL2 Méditerranée        | C              | 1 000                |
| 102.2     | Radio Campus Montpellier | A              | 100                  |
| 102.7     | Mouv'                    | Radio publique | 3 000                |
| 104.3     | RMC                      | E              | 3 000                |
| 104.7     | Sud Radio                | E              | 1 000                |
| 105.1     | France Info              | Radio publique | 1 000                |
| 105.6     | Radio Flash              | B              | 900                  |
| 106.5     | RTS FM                   | B              | 3 000                |
| 106.9     | RTL                      | E              | 3 000                |

### Téléphonie mobile
Opérateurs de téléphonie mobile disponibles sur l'émetteur.
| Opérateur        | 2G  | 3G  | 4G  | 5G  | Faisceau hertzien |
| ---------------- | --- | --- | --- | --- | ----------------- |
| Orange           | Oui | Oui | Oui | Oui | Oui               |
| SFR              | Oui | Oui | Oui | Oui | Oui               |
| Bouygues Telecom | Oui | Oui | Oui | Oui | Oui               |
| Free             | Non | Oui | Oui | Oui | Oui               |

### Autres communications
TDF communique par faisceau hertzien via cette tour, tout comme l'opérateur E*Message pour la radiomessagerie.